# El Capitan (Arizona)
El Capitan – jednostka osadnicza w Stanach Zjednoczonych, w stanie Arizona, w hrabstwie Gila.